# Jerry Ragovoy
Jordan "Jerry" Ragovoy (Filadelfia, Pensilvania, 4 de septiembre de 1930-Manhattan, Nueva York, 13 de julio de 2011) fue un compositor y productor musical estadounidense, conocido principalmente por crear las letras de varias canciones de Soul y Rock entre los años 1950 hasta mediados de los 70.
Su labor en el mundo de la música comenzó en 1953, cuando participó en la producción del sencillo "My Girl Awaits Me" de The Castelles. Estuvo en la discográfica Chancellor Records, donde escribió el sencillo "A Wonderful Dream" para el grupo The Majors, el cual llegó al puesto 22 del Billboard Hot 100 en 1962.
Con el tiempo, su obra como compositor musical lo catapultaría como un personaje clave en las grabaciones de los años 60. Entre las canciones que compuso se encuentran Time Is on My Side (donde usa el seudónimo de Norman Meade), que sería interpretada por los ingleses The Rolling Stones; "Pata Pata", de la sudafricana Miriam Makeba y "Stay with Me" de Lorraine Ellison. También se destaca su trabajo en conjunto con el músico de soul Bert Berns, con quien escribió "Piece of My Heart", la cual fue grabada originalmente por Erma Franklin, pero fue popularizada por Janis Joplin y la Big Brother and the Holding Company. Más tarde escribiría, junto con Berns, más canciones para la carrera solista de Joplin como "Cry Baby".
En 1973 ganó un Grammy como productor de la banda sonora Don't Bother Me, I Can't Cope. Sus últimos trabajos datan del año 2003, donde produjo el disco Howard Tate Rediscovered.
Falleció el 13 de julio de 2011 a los 80 años, tras sufrir un accidente cerebrovascular.